# Jacek Przybylski (piłkarz)
Jacek Przybylski (ur. 31 grudnia 1969 w Sierakowie) – polski piłkarz występujący na pozycji bramkarza i trener piłkarski

## Rodzina
Brat Tomasza i stryj Michała, również piłkarzy.

## Kariera piłkarska
Karierę swoją zaczął w rodzinnym klubie Warta Międzychód. Następnym klubem była Flota Świnoujście. W sezonie 1990/91 przeniósł się do Stoczniowca Barlinek. W tym samym sezonie został ściągnięty do Poznania, do miejscowego klubu Lech Poznań, w którym grał, aż 6 sezonów, gdzie m.in. zdobył mistrzostwo kraju. Grał jeszcze w: Petrochemii Płock, Górnik Konin, Aluminium Konin, w szwajcarskim FC Winterthur, Wiśle Kraków, dwa sezony na Wyspach Owczych, TPS Winogrady. Występował także w zespole Lecha Poznań (oldboje).
Bronił także w turnieju Remes Cup 2008, gdzie jego drużyna pokonała drużynę Lecha Poznań w finale.

## Kariera trenerska
Był trenerem drużyny Victoria Września. Następnie Wilki Wilczyn. Obecnie trener bramkarzy w Promień Opalenica. Od lipca 2010 roku jest trenerem pierwszego zespołu w swoim rodzinnym mieście w Międzychodzie.

## Sukcesy
Lech Poznań:
- Mistrzostwo Polski: 1992/1993